# Asian Rugby Championship 2004
El Asian Rugby Championship de 2004 fue la 19.ª edición del principal torneo asiático de rugby.

## Equipos participantes
- Selección de rugby de China Taipéi
- Selección de rugby de Corea del Sur
- Selección de rugby de Hong Kong (Dragones)
- Selección de rugby de Japón (Brave Blossoms)

## Resultados

### Semifinales
| 28 de octubre | Corea del Sur | 63 - 7  | China Taipéi |  |  |
|               |               | Reporte |              |  |  |

| 28 de octubre | Japón | 40 - 12 | Hong Kong |  |  |
|               |       | Reporte |           |  |  |

### Definición 3° puesto
| 31 de octubre | Hong Kong | 29 - 5  | China Taipéi |  |  |
|               |           | Reporte |              |  |  |

### Final
| 31 de octubre | Japón | 29 - 0  | Corea del Sur |  |  |
|               |       | Reporte |               |  |  |

| Bandera de Japón     |
| Campeón Japón        |
| Décimo cuarto título |